# Elecciones generales de San Vicente y las Granadinas de 2010
El 13 de diciembre de 2010 se celebraron elecciones generales en San Vicente y las Granadinas. El resultado fue una victoria para el Partido de la Unidad Laborista, que ganó ocho de los quince escaños de la Cámara de la Asamblea.

## Antecedentes
La fecha de las elecciones fue anunciada en el Campo de Juego de Calliaqua por el Primer Ministro Ralph Gonsalves el 14 de noviembre de 2010. También se anunció que el Parlamento se disolvería el 15 de noviembre y que el día de presentación de candidaturas sería el 26 de noviembre.

## Resultados
Un total de 44 candidatos se presentaron a las elecciones; el Partido Laborista de Unidad y el Nuevo Partido Democrático presentaron una lista completa de 15 candidatos, mientras que el Partido Verde tuvo 14 candidatos.
|                       |                                |         |       |         |     |  |  |  |
| Partido               | Partido                        | Votos   | %     | Escaños | +/- |  |  |  |
|                       | Partido de la Unidad Laborista | 32 099  | 51,1  | 8       | 4   |  |  |  |
|                       | Nuevo Partido Democrático      | 30 568  | 48,7  | 7       | 4   |  |  |  |
|                       | Partido Verde                  | 138     | 0,2   | 0       | -   |  |  |  |
|                       |                                |         |       |         |     |  |  |  |
| Votos válidos         | Votos válidos                  | 62 805  | 99,70 |         |     |  |  |  |
| Votos blancos o nulos | Votos blancos o nulos          | 188     | 0,30  |         |     |  |  |  |
| Total                 | Total                          | 62 993  | 100   | 15      |     |  |  |  |
| Participación         | Participación                  | 100 363 | 62,77 |         |     |  |  |  |